# Circonscription de Guercif
 (avril 2025).
La circonscription de Guercif est la circonscriptions législatives marocaines de la province de Guercif située en région Oriental. Elle est représentée dans la Xe législature par Saïd Baaziz et Mohamed Barnichi.

## Historique des députations
| Législature | Début de mandat  | Fin de mandat    | Députés | Députés            | Députés | Députés                   |
| ----------- | ---------------- | ---------------- | ------- | ------------------ | ------- | ------------------------- |
| IXe         | 26 novembre 2011 | 7 octobre 2016   |         | Saïd Baaziz (USFP) |         | Moulay Ahmed Snoussi (MP) |
| Xe          | 8 octobre 2016   | 8 septembre 2021 |         | Saïd Baaziz (USFP) |         | Mohamed Barnichi (PAM)    |
| XIe         | 9 septembre 2021 | ?                |         | Ali Ejghaoui (PI)  |         | Mohamed Barnichi (PAM)    |

## Historique des élections

### Découpage électoral d'octobre 2011

#### Élections de 2016
| Parti       | Parti                                         | Voix   | %      | Député(s) élus  |  |
| ----------- | --------------------------------------------- | ------ | ------ | --------------- |  |
|             | Parti authenticité et modernité (PAM)         | 10 096 | 25,24  | Driss Jeddi     |  |
|             | Parti de l'Istiqlal (PI)                      | 9 049  | 22,62  | Mohammed Nasser |  |
|             | Union socialiste des forces populaires (USFP) | 8 257  | 20,64  |                 |  |
|             | Parti de la justice et du développement (PJD) | 7 039  | 17,60  |                 |  |
|             | Mouvement populaire (MP)                      | 3 934  | 9,84   |                 |  |
|             | Parti Al Ahd Addimocrati (AHD)                | 432    | 1,08   |                 |  |
|             | Parti du progrès et du socialisme (PPS)       | 326    | 0,82   |                 |  |
|             | Fédération de la gauche démocratique (FGD)    | 216    | 0,54   |                 |  |
|             | Mouvement démocratique et social (MDS)        | 200    | 0,50   |                 |  |
|             | Front des forces démocratiques (FFD)          | 150    | 0,38   |                 |  |
|             | Parti de la renaissance et de la vertu (PRV)  | 121    | 0,30   |                 |  |
|             | Parti de l'unité et de la démocratie (PUD)    | 89     | 0,22   |                 |  |
|             | Rassemblement national des indépendants (RNI) | 59     | 0,15   |                 |  |
|             | Parti démocratique de l'indépendance (PDI)    | 31     | 0,08   |                 |  |
|             |                                               |        |        |                 |  |
| Inscrits    | Inscrits                                      | 89 264 | 100,00 |                 |  |
| Abstentions | Abstentions                                   | 49 265 | 55,19  |                 |  |
| Exprimés    | Exprimés                                      | 39 999 | 44,81  |                 |  |

L’élection a été invalidée par la Cour constitutionnelle, les deux sièges sont remportés le 5 janvier 2018 par Saïd Baaziz (USFP) et Mohamed Barnichi (PAM).

#### Élections de 2021
| Parti       | Parti                                                       | Voix   | %      | Députés élus     |  |
| ----------- | ----------------------------------------------------------- | ------ | ------ | ---------------- |  |
|             | Parti authenticité et modernité (PAM)                       | 18 598 | 32,10  | Mohamed Barnichi |  |
|             | Parti de l'Istiqlal (PI)                                    | 15 324 | 26,45  | Ali Ejghaoui     |  |
|             | Rassemblement national des indépendants (RNI)               | 15 025 | 25,93  |                  |  |
|             | Union socialiste des forces populaires (USFP)               | 5 730  | 9,89   |                  |  |
|             | Front des forces démocratiques (FFD)                        | 993    | 1,71   |                  |  |
|             | Parti de la justice et du développement (PJD)               | 918    | 1,58   |                  |  |
|             | Mouvement populaire (MP)                                    | 364    | 0,63   |                  |  |
|             | Parti du progrès et du socialisme (PPS)                     | 266    | 0,46   |                  |  |
|             | Alliance de la fédération de gauche (AGD)                   | 265    | 0,46   |                  |  |
|             | Parti de l'environnement et du développement durable (PEDD) | 220    | 0,38   |                  |  |
|             | Parti des Néo-Démocrates (PND)                              | 158    | 0,27   |                  |  |
|             | Parti de l'équité (PRE)                                     | 64     | 0,11   |                  |  |
|             | Parti démocratique de l'indépendance (PDI)                  | 11     | 0,02   |                  |  |
|             |                                                             |        |        |                  |  |
| Inscrits    | Inscrits                                                    | 99 155 | 100,00 |                  |  |
| Abstentions | Abstentions                                                 | 41 219 | 41,57  |                  |  |
| Exprimés    | Exprimés                                                    | 57 936 | 58,43  |                  |  |